# Nutrimento
Un nutrimento o nutriente es un producto químico procedente de la célula y que esta necesita para realizar sus funciones vitales. Es tomado por la célula y transformado en constituyente celular a través de un proceso metabólico de biosíntesis llamado anabolismo, o bien, es degradado para la obtención de otras moléculas, energía y nutrientes.
Llamamos alimentos a todas las sustancias que los seres vivos necesitan para llevar a cabo sus funciones vitales. Los alimentos contienen nutrientes que son sustancias con función directa o indirecta en las actividades celulares que ninguna otra sustancia puede desempeñar. 
Los nutrientes son cualquier elemento o compuesto químico necesario para el metabolismo de un ser vivo. Es decir, los nutrientes son algunas de las sustancias contenidas en los alimentos que participan activamente en las reacciones metabólicas para mantener todas las funciones del organismo.
Desde el punto de vista de la botánica y la ecología, los nutrimentos básicos son el oxígeno, el agua y los minerales necesarios para la vida de las plantas, que a través de la fotosíntesis incorporan la materia viva, constituyendo así la base de la cadena alimentaria, una vez que estos vegetales van a servir de alimento a los animales. Pero, luego de las cosechas, la planta se lleva consigo los nutrientes que extrajo para crecer. Para que el suelo se recupere de manera óptima, es esencial el uso de fertilizantes; productos naturales o sintéticos que reponen los nutrientes que las plantas necesitan para volver a crecer. La Urea Granulada es el fertilizante que mejor repone nitrógeno al suelo.
Los seres vivos que no tienen capacidad fotosintética, como los animales, los hongos y muchos protoctistas, se alimentan de plantas y de otros animales, ya sea vivos o en descomposición. Para estos seres, los nutrimentos son los compuestos orgánicos e inorgánicos contenidos en los alimentos y que, de acuerdo con su naturaleza química, se clasifican en los siguientes tipos de sustancias:
- Proteínas
- Glúcidos
- Lípidos
- Vitaminas
- Sales minerales
- Agua

Mención aparte hay que realizar con la fibra alimentaria, ya que estrictamente no es un nutriente. Ciertamente forma parte de algunos alimentos (los vegetales), desarrolla funciones de interés fisiológico (contribuye a la motilidad intestinal, puede regular los niveles de lipoproteínas plasmáticas o modifica la glucemia postprandial), pero sus constituyentes no participan activamente en procesos metabólicos necesarios para el organismo.

## Clasificación de nutrientes

### Según la importancia
En función de la participación en las reacciones metabólicas del organismo en su conjunto, los nutrientes pueden ser:

#### Nutrientes no esenciales
Los que no son vitales para el organismo y que, bajo determinadas condiciones, se sintetizan a través de moléculas precursoras (generalmente, nutrientes esenciales). Por tanto, el organismo no necesita el aporte regular de las mismas a condición de que obtenga las sustancias precursoras de su medio ambiente. Estas son producidas por el metabolismo del organismo.

#### Nutrientes esenciales
Son los esenciales para los seres vivos. Es decir, son las sustancias que de forma ineludible se tienen que obtener del medio ambiente. Para los humanos, estos incluyen ácidos grasos esenciales, aminoácidos esenciales, algunas vitaminas y ciertos minerales. El oxígeno y el agua también son esenciales para la supervivencia humana, pero generalmente no se consideran nutrientes cuando se consumen de manera aislada.

### Según su cantidad
En función de la cantidad necesaria para las plantas y organismos, se clasifican en dos:

#### Macronutrientes (hidratos de carbono, proteínas y grasas)
Se requieren en grandes cantidades diarias (habitualmente del orden de hectogramos). Estos nutrientes participan como sustratos en los procesos metabólicos.

#### Micronutrientes (minerales y vitaminas)
Se requieren en pequeñas cantidades (habitualmente en cantidades inferiores a miligramos). Estos nutrientes participan en el metabolismo como reguladores de los procesos energéticos, pero no como sustratos.

### Según su función
Aunque un mismo nutriente puede realizar varias funciones, se pueden clasificar en:

#### Energéticos
Los que sirven de sustrato metabólico para obtener energía, con el fin de que el organismo pueda llevar a cabo las funciones necesarias. Por ejemplo, las grasas (lípidos), aminoácidos, hidratos de carbono y los glúcidos.

#### Plásticos o estructurales
Los que forman la estructura del organismo. También permiten su crecimiento. Por ejemplo, las proteínas, los glúcidos, ciertos lípidos (colesterol), y algunos elementos minerales tales como calcio, fósforo, etc.

#### Reguladores
Los que controlan las reacciones químicas del metabolismo. Los nutrientes reguladores son las vitaminas y algunos minerales (sodio, potasio, etc).

## Sustancias que proveen energía

### Carbohidratos
Los carbohidratos son azúcares integrados por monosacáridos. Los carbohidratos son clasificados por el número de unidades de azúcar: monosacáridos (tales como la glucosa, la fructosa y la galactosa), disacáridos (tales como la sacarosa, lactosa y maltosa) y polisacáridos (tales como el almidón, el glucógeno y la celulosa). Se dividen además en: simples (de rápida absorción, como los azúcares) y complejos (de absorción más lenta, como los almidones y fibras).
Los carbohidratos constituyen la principal fuente de energía para el organismo. Aportan 4 kilocalorías por gramo (16,7 kJ/g), y su digestión comienza en la boca con la acción de la amilasa salival. La glucosa, el principal producto de la digestión de carbohidratos, es esencial para el funcionamiento del cerebro, los músculos y otros tejidos.

### Proteínas
Las proteínas son compuestos orgánicos que consisten en aminoácidos unidos por enlaces peptídicos. Existen 20 aminoácidos diferentes, de los cuales 9 son esenciales, ya que el cuerpo humano no puede sintetizarlos y deben obtenerse a través de la dieta. Las proteínas crean enzimas, queratina, energía, anticuerpos, aumentan el sistema inmune y ayudan al crecimiento y desarrollo celular. En nutrición, las proteínas son degradadas por la pepsina, hasta aminoácidos libres, durante la digestión.
En términos energéticos, las proteínas aportan 4 kilocalorías por gramo (16,7 kJ/g), aunque su uso como fuente de energía es secundario y se priorizan funciones estructurales y metabólicas. Las necesidades diarias de proteínas varían según la edad, el nivel de actividad física y el estado fisiológico, pero se recomienda una ingesta de al menos 0,8 gramos por kilogramo de peso corporal al día en adultos sanos.

### Grasas
Las grasas consisten en una molécula de glicerina con tres ácidos grasos unidos. Los ácidos grasos son una larga cadena hidrocarbonada lineal no ramificada, conectadas solo por enlaces sencillos (ácidos grasos saturados) o por enlaces dobles y sencillos (ácidos grasos insaturados).
Las grasas son necesarias para mantener el funcionamiento apropiado de las membranas celulares, para aislar las vísceras contra el choque, para mantener estable la temperatura corporal y para mantener saludable el cabello y la piel. El organismo no fabrica ciertos ácidos grasos (llamados ácidos grasos esenciales) y la dieta debe suplirlos.
Las grasas tienen un contenido energético de 9 kcal/g (37,7 kJ/g); proteínas y carbohidratos tienen 4 kcal/g (16,7 kJ/g). El etanol tienen contenido de energía de 7 kcal/g (29,3 kJ/g).

### Lípidos
Regulan la temperatura del cuerpo a través del aislamiento, y provee energía a nuestro cuerpo.

## Nutrientes y plantas
Los elementos químicos consumidos en mayores cantidades por las plantas son el carbono, el hidrógeno y el oxígeno. Estos están presentes en el medio ambiente en la forma de agua y dióxido de carbono; la energía es provista por la luz del sol. El nitrógeno, el fósforo, el potasio y el azufre también son necesitados en relativas grandes cantidades. Juntos, todos estos son los macronutrientes elementales para las plantas.
Usualmente estos son obtenidos a partir de fuentes inorgánicas (por ejemplo dióxido de carbono, agua, nitrato, fosfato y sulfato) o compuestos orgánicos (por ejemplo carbohidratos, lípidos y proteínas), aunque las moléculas diatómicas del nitrógeno y del oxígeno son frecuentemente usadas. Otros elementos químicos también son necesarias para llevar a cabo varios procesos y construir estructuras.
Un exceso de oferta de nutrientes a las plantas en el medio ambiente puede causar el crecimiento excesivo de plantas y algas. Este proceso es llamado eutroficación puede causar un balance en el número de la población y otros nutrientes que puede ser dañino para ciertas especies. Por ejemplo, el florecimiento de una alga puede depletar el oxígeno disponible para la respiración de los peces. Las causas incluyen la polución del agua a partir de aguas residuales provenientes de granjas (conteniendo un exceso de fertilizantes). El nitrógeno y el fósforo son comúnmente el factor limitante en crecimiento y por lo tanto los que más probablemente desencadenen la eutroficación cuando son introducidos artificialmente.